# Заволянский, Валерий Иванович
Валерий Иванович Заволянский — российский военный деятель, гвардии старший лейтенант. Герой Российской Федерации (2022, посмертно).

## Биография
Родился в 1993 году в городе Советская Гавань Хабаровского края. Мать — Анжела Заволянская. Отец — Иван Заволянский.
В 2017 году окончил Рязанское гвардейское высшее воздушно-десантное командное училище.
Старший лейтенант, командир группы 16-й бригады спецназа.
Погиб 28 мая 2022 года при выполнении боевого задания в ходе вторжения России на Украину.

## Память
- В Тамбове на Аллее Славы войсковой части 54607 открыли стелу, посвящённую Валерию Заволянскому, погибшему в ходе нападения России на Украину.
- Школа в посёлке Заветы Ильича, в которой обучался Валерий переименована решением педагогического коллектива и носит название Муниципальное бюджетное общеобразовательное учреждение «Средняя школа № 16» имени В. И. Заволянского.
- Его имя присвоено Промышленно-технологическому колледжу в Мичуринске.

## Награды
- Герой Российской Федерации (2022)[2].
- Орден Мужества